# القوات المسلحة السويدية
القوات المسلحة السويدية (بالسويدية: Försvarsmakten) هي وكالة الحكومة السويدية (بالسويدية: Myndighet) المسؤولة عن عمليات القوات المسلحة للمملكة أما المهمة الأساسية للوكالة هي تدريب وتنظيم ونشر القوات العَسكرية، في الداخل والخارج، مع الحفاظ على القدرة على المناورة والصمود على المدى الطويل للدفاع عن المجال في حال الحرب. يعتبر القائد الأعلى (بالسويدية: Överbefälhavaren)، أعلى مرتبة ضابط محترف في الخدمة الفعلية ويتمتع برتبة 4 نجوم أو موظف علم هو أيضاً رئيس القوات وقائدها وذكرت وكالة.
هناك ثلاثة فروع أساسية وهي : الجيش، والقوة الجوية (بالسويدية: Flygvapnet) والبحرية (بالسويدية: Marinen)، كل منهم منذ عام 1994م جزء من نفس الوكالة.
يرتكز مفهوم القوات المسلحة السويدية على مبدأ التجنيد وحماية البلاد ضد التهديدات الخارجية للأمن القومي وإرساء سياسة وطنية للبلاد تتبنى الحياد التام وعدم الانحياز.
ظل التجنيد إجبارياً في السويد حتى توقف الإلزام عام 2010 م وتغير النظام العسكري للبلاد كاملاً.
ساعدت وحدات من القوات المسلحة السويدية حالياً على الانتشار في أفغانستان (ايساف) وكوسوفو. علاوة على ذلك، تساهم السويد مع المراقبين العسكريين في مختلف البلدان وتخدم بوصفها الدولة الرائدة لمجموعة معركة الاتحاد الأوروبي مرة واحدة كل ثلاث سنوات تقريباً.

## أيدولوجية القوات المسلحة السويدية
- القوات المسلحة لديها أربعة مهام رئيسية [6]:

1. المحافظة على وحدة الأراضي السويدية.
2. حماية البلاد من التهديدات الخارجية والدفاع عنها في حال تعرضت إلى عدوان.
3. تقديم الدعم الإنساني واللوجستي لمؤسسات الدولة عند الضرورة.
4. المساهمة في إرساء السلام في الدول التي تشهد حروباً أهلية عبر نشر قوات سلام دولية.

السويد تسعى لجعل خيار البقاء على الحياد في حالة نشوب حرب. ومع ذلك تتعاون السويد مع عدد من الدول الأجنبية. بوصفها عضواً في الاتحاد الأوروبي، والسويد، بوصفها الدولة القائدة القتالية في الاتحاد الأوروبي، كذلك لديها تعاون وثيق، بما في ذلك المناورات المشتركة مع حلف شمال الأطلسي (الناتو) من خلال عضويتها في الشراكة من أجل السلام والأوروبية الأطلسية مجلس الشراكة. وفي عام 2008 بدأ تنفيذ الشراكة بين بلدان الشمال الأوروبي، من بين أمور أخرى، وزيادة القدرة على العمل المشترك. واصبحت الرائدة على توسيع نطاق التعاون العسكري والدفاع اقتراح من عام 2009 وذكر أن السويد لن تقف مكتوفة الأيدي إذا هوجمت دولة إسكندنافية أو كعضو في الاتحاد الأوروبي.
وقد أكدت القرارات السياسية الأخيرة بقوة الإرادة للمشاركة في العمليات الدولية، لدرجة انه أصبح هذا الهدف الرئيسي على المدى القصير. الهدف هو التدريب واقتناء المعدات. ومع ذلك، بعد حرب اوسيتيا الجنوبية 2008 ومرة أخرى التأكيد على الدفاع عن الأراضي. حتى ذلك الحين لا يستطيع معظم هذه الوحدات يمكن تعبئتها خلال سنة واحدة، إذا اقتضت الحاجة ذلك. في عام 2009 صرح وزير الدفاع انه في المستقبل يجب أن تكون جميع القوات المسلحة تجند whitin أسبوع واحد.

### إدارة التجنيد
في عام 1975 كان العدد الإجمالي للمجندين 45000. بحلول عام 2003 تناقص الى 15,000. وبعد اقتراح وزير الدفاع عام 2004، فإن عدد القوات في تدريب مزيد من الانخفاض حتى العام 5000 وبين كل 10000، مما يؤكد الحاجة إلى توظيف فقط للجنود في وقت لاحق على استعداد للتطوع للخدمة الدولية. في 16 يونيو 2009، أقر البرلمان قانونا للسويد إسقاط مشروع وقت السلم.
اليوم، يبلغ عدد القوات المتاحة للجيش السويدي بعد 90 يوما من تاريخ التعبئة الكاملة نحو كتيبتين (600 جندي لكل منهما) وثماني شركات (120 جندي لكل منهما)، بلغ مجموعها 2160 من الجنود وحرس 37000 الرئيسية / وزير الدفاع. هذا يتناقض بصورة حادة إلى 1980s، وقبل سقوط الاتحاد السوفياتي، عندما كانت السويد قد جمعت ما يصل إلى 800000 عند الرجال قد أعلنت التعبئة الإجمالية، ولكن على أهمية وضع على الانفاق الدفاعي خلال فترة الحرب الباردة وربما تنعكس على أفضل وجه. الحقيقة  أن السويد استطاعت  في أواخر 1950s أن تكون أكبر رابع قوة جوية . هذا هو الآن أبعد ما تكون عن القضية.
اعتبارا من عام 2006، استؤنفت الحرب التنسيب، بعد أن ألغيت في عام 2003. ومن المفترض التعبئة الكاملة لاتخاذ سنة واحدة (على الرغم من عدم وجود استعداد التعبئة)، ويفترض أن تكون تشكيلات من حجم مستوى الكتيبة. يفترض أن الحرس الرئيسية ستكون متاحة في غضون 12-72 ساعة.

### إلى التعاقد بالكامل الانتقال من التجنيد / توظيف موظفي النظام
مع نظام يستند مجند خلال منتصف عام 1995، وتألفت من السويد ألوية المناورة 15 وبالإضافة إلى ذلك، 100 كتيبة من مختلف الأنواع (المدفعية والمهندسين وحراس، والدفاع الجوي، برمائية، والأمن، والمراقبة وغيرها) مع استعداد بين 1-2 أيام. الذين يخدمون في القوات في الفترة من 1995 حتى عام 2010 أصبحت تدريجيا أكثر تطوع لنزع السلاح بسبب ما مجموعه القريب، مما أدى إلى السويد بعد أن تنتهي فقط كتيبتين على استعداد 90 يوما اعتبارا من عام 2010. مع نظام الموظفين المتعاقدين بالكامل / تستخدمهم 2019، وستقوم فرقة تتألف من كتيبة مناورة 7 و14 كتائب من مختلف الأنواع (المدفعية والمهندسين وحراس، والدفاع الجوي، برمائية، والأمن، والمراقبة وغيرها) مع استعداد أسبوع واحد. سوف الحرس الرئيسية في خفض حجم القوات إلى 000 22.
|                       | Conscripted force 1995 | Volunteered force 2010 | Salaried force 2019 |
| Maneuver units        | 15 brigades            | 2 battalions           | 7 battalions        |
| Other auxiliary units | 100 battalions         | 4 companies            | 14 battalions       |
| Readiness             | 1 to 2 days            | 90 days                | 7 days              |

### النقد والبحوث
في المادة 2008 بناء على أطروحة الدكتوراه، والدكتور كارل Ydén من جامعة غوتبورغ السويدية وصفت القوات المسلحة وقبل كل شيء في وقت السلم النظام الوظيفي لموظفي المكاتب، في حين استجواب حملتها على السماح بعمليات عسكرية فعلية دليل التطوير التنظيمي واستخدام الموارد.

### توزيع الموظفين
هذا هو توزيع الموظفين من رتبة مقابل كما ذكرت من قبل القوات المسلحة السويدية في تقريرهم السنوي 2009/01/01 [التحديث] و2010/02/19 [التحديث]: ويبلغ متوسط عمر يعني لضباط عاملين وضباط الصف ومعادلاتها و42.2 لضباط الاحتياط 47.7. 
| Officers, including reserve officers                                      | Officers, including reserve officers                            | 2009              | 2010              |
| ------------------------------------------------------------------------- | --------------------------------------------------------------- | ----------------- | ----------------- |
| OF-9                                                                      | General / Admiral                                               | 2                 | 2                 |
| OF-7 - OF-8                                                               | Maj, General / Rear Admiral, Lt. General / Vice Admiral         | 40                | 43                |
| OF-6                                                                      | Brigadier General / Rear Admiral LH                             | 85                | 86                |
| OF-5                                                                      | Colonel / Captain (N)                                           | 268               | 263               |
| OF-4                                                                      | Lieutenant Colonel / Commander                                  | 1,174             | 1,217             |
| OF-3                                                                      | Major / Lieutenant Commander                                    | 3,053             | 2,891             |
| OF-2                                                                      | Captain / Lieutenant (N)                                        | 7,586             | 7,433             |
| OF-1                                                                      | Lieutenant / Sub Lieutenant                                     | 5,652             | 5,428             |
| OF-1                                                                      | Second Lieutenant / Acting Sub Lieutenant                       | 571               | 749               |
| OR-9                                                                      | Regimental Sergeant Major / Command Master Chief Petty Officer  | 0                 | 0                 |
| OR-8                                                                      | Sergeant Major / Master Chief Petty Officer '                   | 0                 | 0                 |
| OR-7                                                                      | Colour Sergeant                                                 | 21                | 8                 |
| OR-6                                                                      | First Sergeant                                                  | 260               | 89+(427)          |
| Total number of officers                                                  | Total number of officers                                        | 18,712            | 18,636            |
| Soldiers, seamen, specialists and squad leaders, not including conscripts |                                                                 |                   |                   |
| OR-5                                                                      | Sergeant                                                        | 770               | 909               |
| OR-4                                                                      | Corporal                                                        | 770               | 909               |
| OR-3                                                                      | Lance Corporal                                                  | 770               | 909               |
| OR-2                                                                      | Private 1st class                                               | 770               | 909               |
| OR-1                                                                      | Private                                                         | 770               | 909               |
| Total number of soldiers, seamen, specialists and squad leaders           | Total number of soldiers, seamen, specialists and squad leaders | 770[إخفاق التحقق] | 909[إخفاق التحقق] |

| Officer candidates who graduated as Fanrik 2010           | 107 |
| Officer candidates who graduated as Fanrik 2011           | 117 |
| Officer candidates who graduated as Fanrik 2012           | 163 |
| S-Officer candidates who graduated as First Sergeant 2010 | 317 |
| Total officer candidates                                  | 704 |

### التدريب
ويتم تدريب الضباط في مختلف المدارس القتالية وكذلك على Karlberg الأكاديمية العسكرية التي المنشآت في قصر Karlberg في ستوكهولم، وهالمستاد. ويتم تدريب المجندين في وحدات مختلفة من الفروع الثلاثة.

### التنسيق مع البلدان الأخرى
عدلت السويد نظام المرتبة من خلال سلسلة من الإصلاحات. شهد البنك الوطني العماني 1983 الإصلاح الموظفين العاملين مثل ضباط الصف، WOs، وضباط العادية دمجها في واحد يطلق عليه ضباط السلك المهني (YO). في انقلاب عام 2009 لهذا الإصلاح، سيتم تقسيم ضباط في السلك NCO (تسمى "specialistofficerare")، وضباط السلك على التوالي.
مع النظام الجديد، تم تغيير اسم Furir التقليدية إلى الرقيب والرقيب الرقيب Förste الآن.
وقد اعتمدت HKV - استعراضات النفقات للقوات المسلحة السويدية منظور STANAG، ومحاولة لاستخدام مصطلحات أقرب إلى دول أوروبية أخرى ممكن، لا سيما أن للمملكة المتحدة. حتما، وقد أدى ذلك إلى ارتباك معينة. كمثال على ذلك، والمملكة المتحدة ليس لديها الرتب الأخرى على مستوى OR - 5، ولكن العديد من البلدان الأخرى القيام به، مثل الولايات المتحدة التي يكون فيها أو 5 هو الرقيب. في كندا أو 5 هو العريف الرئيسية.

### الرتب
الرتب العسكرية للقوات المسلحة السويدية.

## وحدات عسكرية
الجدول يصف ما السويد حالياً لفترة وجيزة ونشرت في الخارج، ويمكن تعبئة غضون سنة واحدة. جاهزة في غضون سنة واحدة، يعني ان هناك معدات ولكن لم الموظفين المتعاقدين حاليا. وحشد وحدات من خارج نطاق R10 - R90 استعداد يستتبع وضع وحدات على أساس زمن الحرب، حيث كان ضباط لترك مهامهم الحالية من أجل قيادة وحداتهم.

### المجموعة معركة الشمال
المجموعة الإسكندنافية: هي معركة تشكيل مؤقت للقوات المسلحة السويدية، وكلفت واحدة من المجموعات القتالية في الاتحاد الأوروبي. الفترة المقبلة في السويد التي ستكون الدولة القائدة للمجموعة هي معركة خلال النصف الأول من عام 2011.

### وحدة دولية / نشر
حاليا، وقد نشرت السويد القوات العسكرية في أفغانستان مع قوة المساعدة الأمنية الدولية في كوسوفو وكجزء من قوة متعددة الجنسيات في كوسوفو وكذلك نشر قوة بحرية إلى خليج عدن كجزء من عملية اتالانتا. وقد تم إرسال مراقبين عسكريين من السويد إلى عدد كبير من البلدان، بما في ذلك جورجيا وكوريا الشمالية ولبنان وإسرائيل وسريلانكا والسويد وتشارك أيضا مع ضباط الأركان للبعثات في السودان وتشاد.

## منظمة

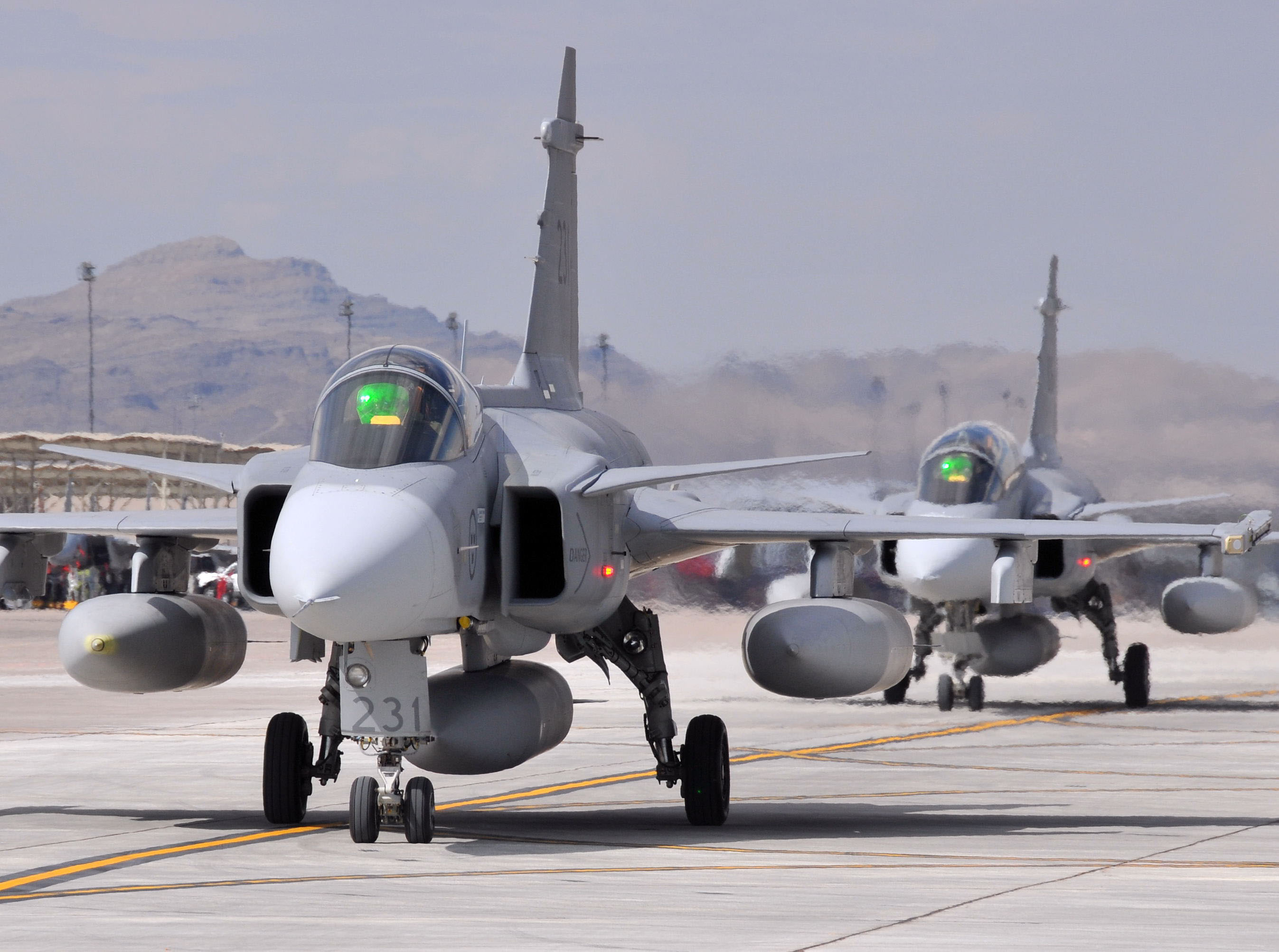
المقاتلة متعددة المهام السويدية، في 39 جريبن صعب.

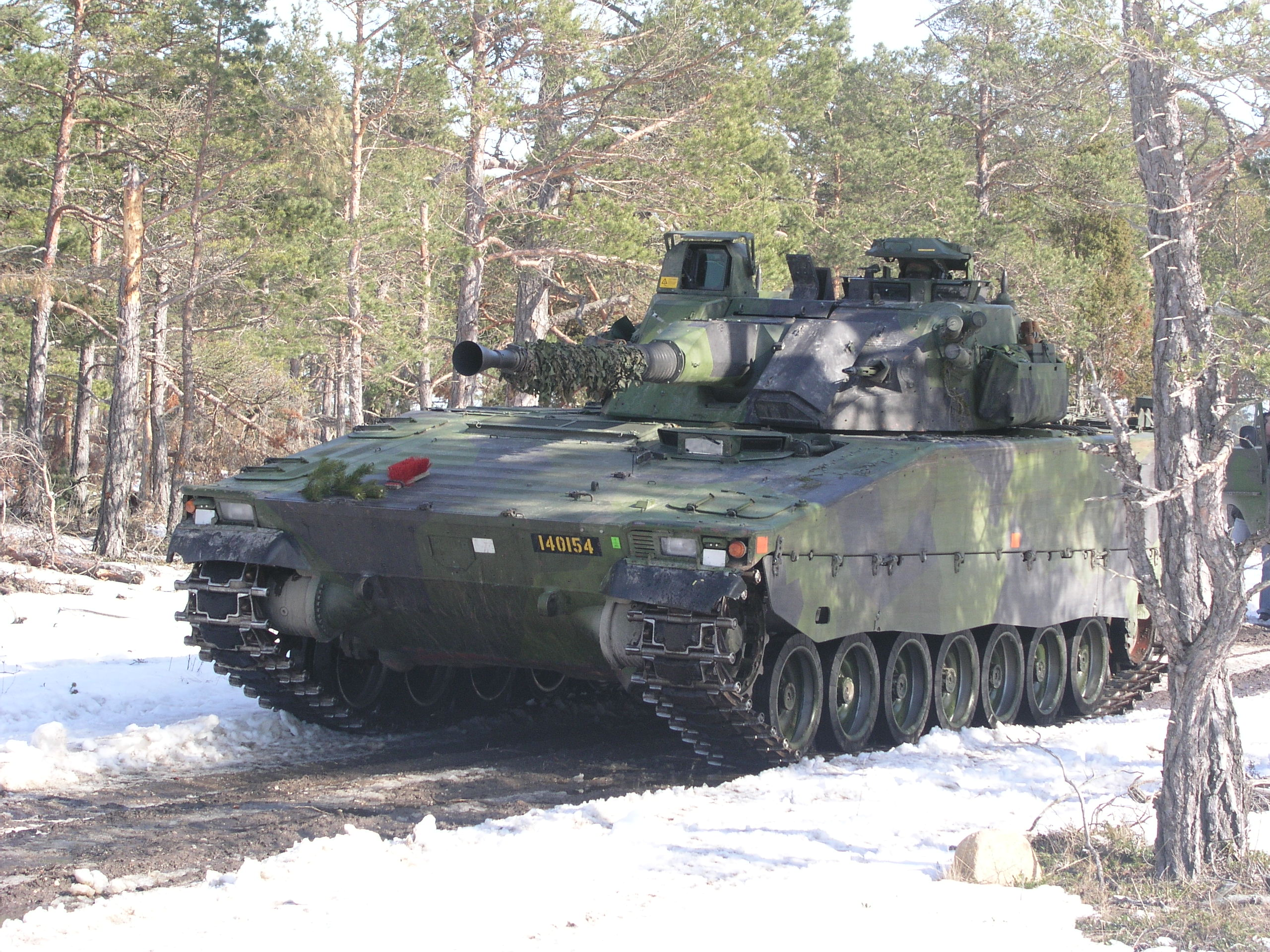
في مركبة قتال مشاة سي في 90 المنتجة والمستخدمة من قبل السويد.

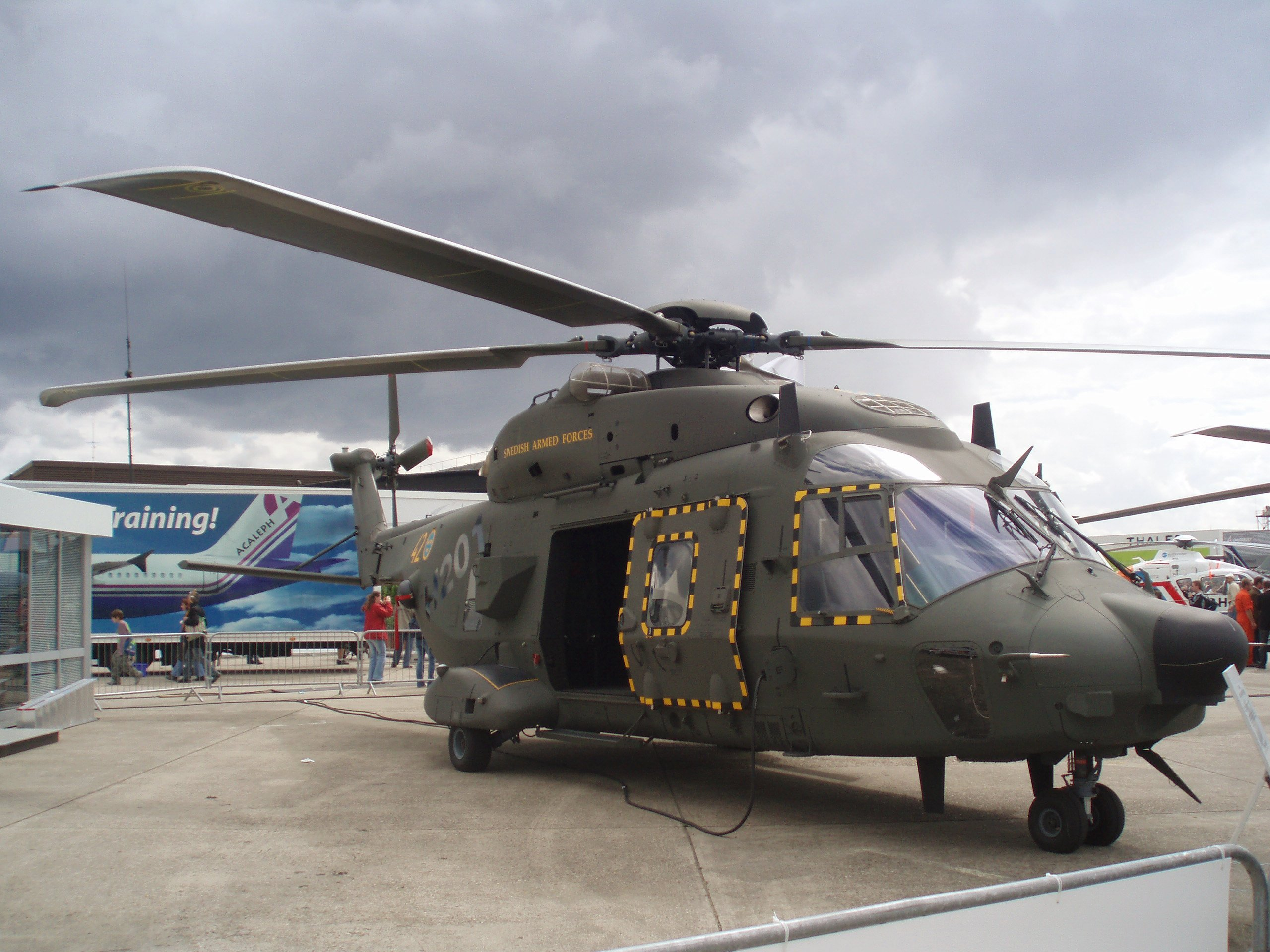
إن إتش-90 من القوات المسلحة السويدية

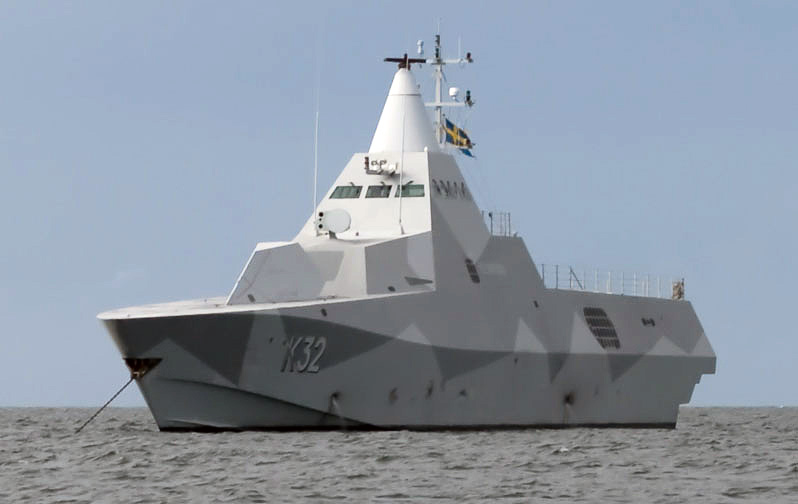
السويدي الطبقة فيسبي كورفيت.

### مقر قيادة القوات المسلحة
المقر الرئيسي للقوات المسلحة (السويدية : Försvarsmaktens högkvarter)، وعلى أعلى مستويات القيادة في القوات المسلحة السويدية ويقودها القائد الأعلى مع المدير العام مدنية نائبا له، مع مديريات وظيفية ذات مسؤوليات مختلفة (على سبيل المثال الاستخبارات العسكرية وجهاز الأمن). عموما، فإن القوات المسلحة والمقر حوالي 1000 موظف، بما في ذلك الموظفين المدنيين. 

### الفروع
- الجيش الملكي السويدي (أرمين)
- القوة البحرية الملكية السويدية (Marinen)
- سلاح الجو الملكي السويدي (Flygvapnet)
- الحرس الملكي السويدي (Hemvärnet)

### مدارس
بعض المدارس المذكورة أدناه الرد على الوحدات الأخرى، المدرجة في مختلف فروع القوات المسلحة.
- مدرسة المدفعية مكافحة (ArtSS) تقع في بودن
- القوات المسلحة الفني مدرسة (FMTS) تقع في هالمستاد
- سلاح الجو أوبسالا المدارس (' LSS) وتقع في أوبسالا
- كلية الدفاع الوطني (' FHS) تقع في ستوكهولم
- مدرسة العمل الميداني (FarbS) تقع في Eksjö
- القوات الجوية للطيران موظف المدرسة (' FBS) وتقع في أوبسالا
- حارس مدرسة المظليين (Fallskärmsjägarskolan -- FJS) تقع في كارلسبوري
- مدرسة الطيران (FlygS) تقع في ينشوبينغ / Malmen
- مروحية قتالية ومدرسة (HkpSS) تقع في ينشوبينغ / Malmen
- الملكي السويدي مكافحة مدرسة (HvSS) تقع في سودرتاليا
- قيادة مدرسة (المصابيح) تقع في إنكوبينغ
- مدرسة القتال المضادة للطائرات (LvSS) تقع في هالمستاد
- الأكاديمية العسكرية هالمستاد (' MHS H) الواقعة في هالمستاد
- الأكاديمية العسكرية Karlberg (' MHS K) الموجود في ستوكهولم Karlberg /
- مركز لاند الحرب (' MSS) التي تقع في سكوفد أيضا مفرزة في Kvarn
- كلية الحرب البحرية (SSS ') تقع في كارلسكرونا وستوكهولم / بيرجا

### المراكز
- القوات المسلحة مركز للطب الدفاع (FömedC) تقع في جوتنبرج، مع مقطع في ينشوبينغ
- القوات المسلحة اللوجستية (FMLOG) تقع في ستوكهولم، بودن، كارلسكرونا وأربوغا
- القوات المسلحة مركز الاستخبارات والأمن (FMUndSäkC) تقع في أوبسالا
- القوات المسلحة موسيقية المركز (FöMusC) تقع في ستوكهولم/Kungsängen
- مركز التوظيف (RekryC) تقع في ستوكهولم
- المركز الوطني CBRN الدفاع (SkyddC) تقع في أوميا
- التخلص من الذخائر المتفجرة وإزالة الألغام الملكي السويدي مركز (SWEDEC) تقع في Eksjö
- القوات المسلحة الملكي السويدي المركز الدولي (Swedint) تقع في ستوكهولم Kungsängen /

## وكالات حكومية أخرى التقارير إلى وزارة الدفاع
- المواد الدفاعية الملكي السويدي الإدارة، أو Försvarets materielverk (FMV)
- الملكي السويدي إدارة الخدمة الوطنية، أو Pliktverket
- كلية الدفاع الوطني الملكي السويدي، أو Försvarshögskolan
- مؤسسة الإذاعة الوطنية السويدية وزير الدفاع، أو Försvarets radioanstalt (FRA)
- وكالة أبحاث الدفاع الملكي السويدي، أو Totalförsvarets forskningsinstitut (FOI)
- حرس السواحل الملكي السويدي، أو Kustbevakningen
- إدارة الطوارئ الوكالة السويدية، أو Krisberedskapsmyndigheten
- الوكالة السويدية لخدمات الإنقاذ، أو Räddningsverket
- المجلس الوطني الملكي السويدي للدفاع النفسي، أو لStyrelsen psykologiskt försvar

## المنظمات الطوعية وزير الدفاع
- الحرس الملكي السويدي (Hemvärnet)
- Lottorna (الملكي السويدي نسائية خدمة الدفاع الطوعي)

## وصلات خارجية
- Swedish Armed Forces - Official site
- Swedish Army - Official site
- Swedish Air Force - Official site
- Swedish Navy - Official site
- One for all, all for one? New Nordic Defence Partnership? Publication from the Nordic Council of Ministers. Free download.